# Pterosporidium
Pterosporidium — рід грибів родини Phyllachoraceae. Назва вперше опублікована 1996 року.

## Класифікація
Згідно з базою MycoBank до роду Pterosporidium відносять 2 офіційно визнані види:
- Pterosporidium rhizomorphae
- Pterosporidium rhizophorae